# SV River Plate Aruba
 River Plate Aruba, beter bekend als River Plate, of kortweg River, is een Arubaanse voetbalclub uit de hoofdstad Oranjestad (buurt van Madiki). De club is opgericht op 1 februari 1953 en is een van de populairste voetbalclubs op Aruba. Ze spelen in de hoogste klasse (Division Honor) op Aruba.

## Erelijst
Landskampioen
- 1993 Nationale Kampioen
- 1997 Nationale Kampioen

Arubaanse Division Uno
- 1960 Kampioen
- 2007 Kampioen

ABC Beker
- 1993 Kampioen

## Deelname aan CONCACAF-wedstrijden
- CONCACAF Champions League: 2 optredens
- 1994 - Tweede kwalificatieronde
- 1995 - Voorronde

## Spelers

### Selectie 2023/2024
| Nr. | Positie | Speler                 |
| --- | ------- | ---------------------- |
| 0   | DM      | Eugene Tromp           |
| 1   | DM      | Whilmerd Croes         |
| 2   | V       | Aldrick Conor vice (2) |
| 3   | V       | Luis Enrique Lasten    |
| 4   | V       | Carlos B. Quandt       |
| 5   | V       | Keanu Leonora          |
| 6   | M       | Shaun Every            |
| 7   | A       | Carlos L. Quandt       |
| 8   | V       | Cee-Cyon Tromp         |
| 9   | A       | Luis "Chino" Franken   |
| 10  | A       | Albert Grovell         |
| 11  | A       | Shakame Stamper        |
| 12  | V       | Rivaldo Pierre         |
| 13  | M       | Sixtion Kock           |
| 14  | M       | Steven Martes          |

| Nr. | Positie | Speler                   |
| --- | ------- | ------------------------ |
| 15  | A       | Jason Carolina           |
| 16  | A       | Darnell Severino         |
| 17  | M       | Alberto Grovell vice (3) |
| 18  | V       | Shermie Schotborg        |
| 19  | M       | Jonathan Alicea          |
| 20  | V       | Alex "Pollo" Ramirez     |
| 21  | M       | Siljean Vrolijk vice (4) |
| 22  | V       | Mario da Silva           |
| 23  | M       | Bernard Smolders         |
| 24  | V       | Jonathan Harrigan        |
| 25  | M       | Vaughn Bergen            |
| 26  | V       | Beatle Nadall            |
| 27  | A       | Jonn-Rick Kelly          |
| 28  | M       | Julnes Plet              |
| 29  | DM      | Shermir Schotborg        |

## Staf
- Trainer   Shermin Schotborg
- Assistent-trainer  Rufino Rodriguez

## Voormalig
- Trainer  Andre Boekhoudt